# ハイリゲンクロイツ修道院

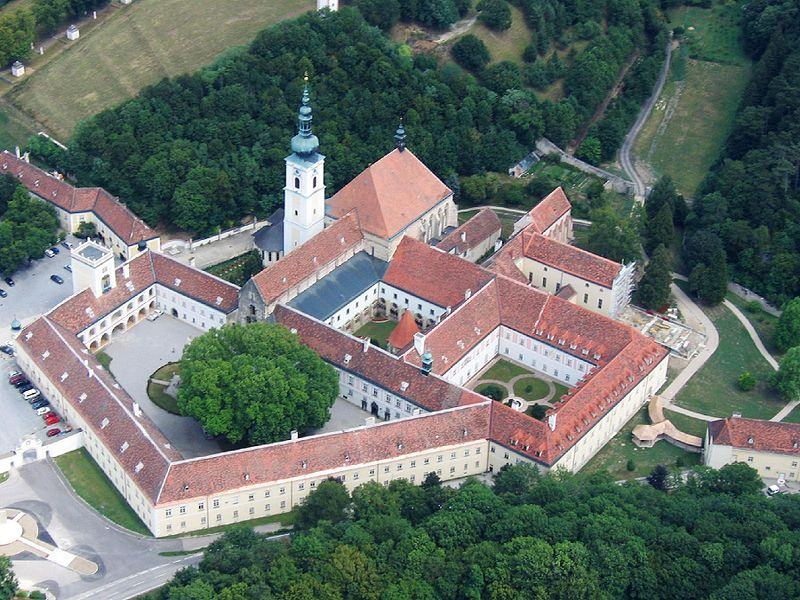
ハイリゲンクロイツ修道院を上空からみた図

ハイリゲンクロイツ修道院（Stift Heiligenkreuz）は、オーストリアのウィーン近郊、ハイリゲンクロイツに現存するシトー会修道院である。建築は基本的にロマネスクとゴシックの様式を見せる。中断なく継続されているシトー会修道院としては最古の修道院である。「ハイリゲンクロイツ」とは聖十字架を意味する。

## 歴史
1133年、レオポルト3世は、当時モリモン修道院に所属していた息子オットーのために本項の修道院を設立した。1188年にレオポルト5世が聖十字架をもたらすと、この一帯を含め聖十字架を意味する「ハイリゲンクロイツ」と呼ばれるようになった。バーベンベルク家のバックアップもあり、多くの子院を設立した。ハイリゲンクロイツ修道院の内部においても自給自足のための養魚池のみならず、13世紀には製鉄業も営んだ。
18世紀末の1780年から1790年、啓蒙主義に影響を受けたヨーゼフ2世により修道院解体の危機に陥ったが、これを乗り越え1802年には哲学と神学の大学を設立した。第二次世界大戦の余波も受けた。ナチス・ドイツにより修道院の財物は没収され、修道士も抑留された。戦後、開放されてからは修道院の改革が行われ、折からの第2バチカン公会議の趣旨が反映された。1988年にはルール地方のボーフムに新たな子院も設立している。
21世紀、ハイリゲンクロイツ修道院は「ヨーロッパのシトー会修道院では最大規模」としており、観光客も受け入れる、開かれた修道院として現役である。

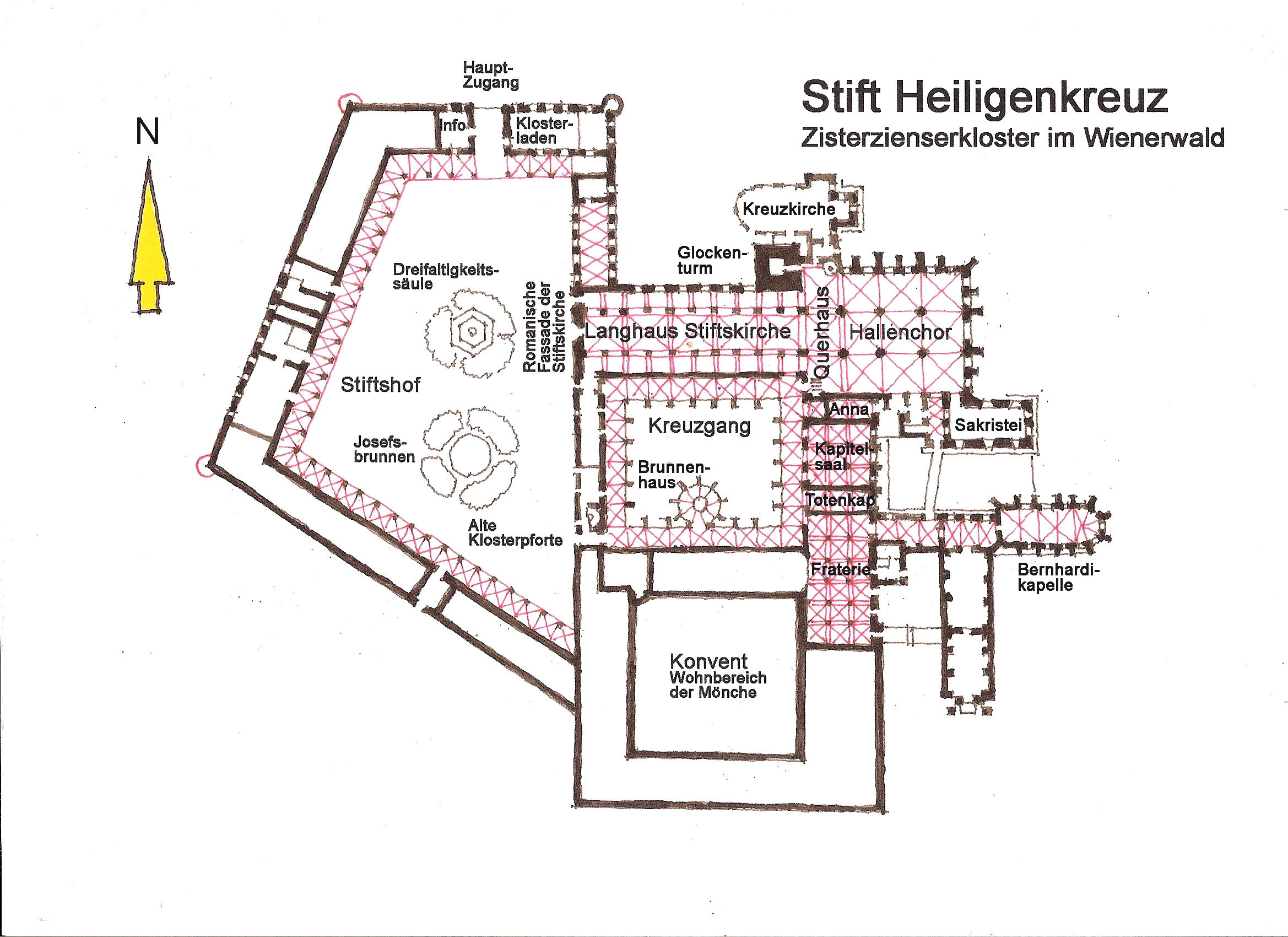
ハイリゲンクロイツ修道院の平面図

## 建築
当初ロマネスク様式で建設されたハイリゲンクロイツ修道院は幾度も改修が施され、改修時代ごとの様式が各部に混在する状態となっている。ゴシック様式の明るく高い内陣は当初は1288年 - 1295年に改装された。17 - 18世紀ごろには一部バロック様式が取り入れられたが、19世紀末にはこれを用いた内装はネオゴシック様式に置き換えられた。
西正面には前庭が配されておりその奥に、ファサードがロマネスク様式をとどめる教会堂の入口がある。教会堂内部の身廊は1187年に整えられたもので、この1187年に完成とされるファサードと身廊はロマネスク様式である。その奥、上述した東端の内陣をはじめとした1295年完成としている箇所はゴシック様式で、そこに配された祭壇天蓋などの装飾はネオゴシック様式である。身廊南側の内陣近くから出られる回廊は1220 - 1240年に完成したもので、内部に噴水を備えた小屋が付属している。この小屋は噴泉室といい、シトー会修道院によく見られるもので、ハイリゲンクロイツの噴泉室は幅の大きなトレーサリーとステンドグラスで構成され、外光が多く取り入れられ明るい。回廊の南には修道士たちの居住区が、東には作業室、集会室などが配されている。集会室はバーベンベルク家当主であった4人の墓所ともなっている（後述『修道院に埋葬された人物の例』を参照）。

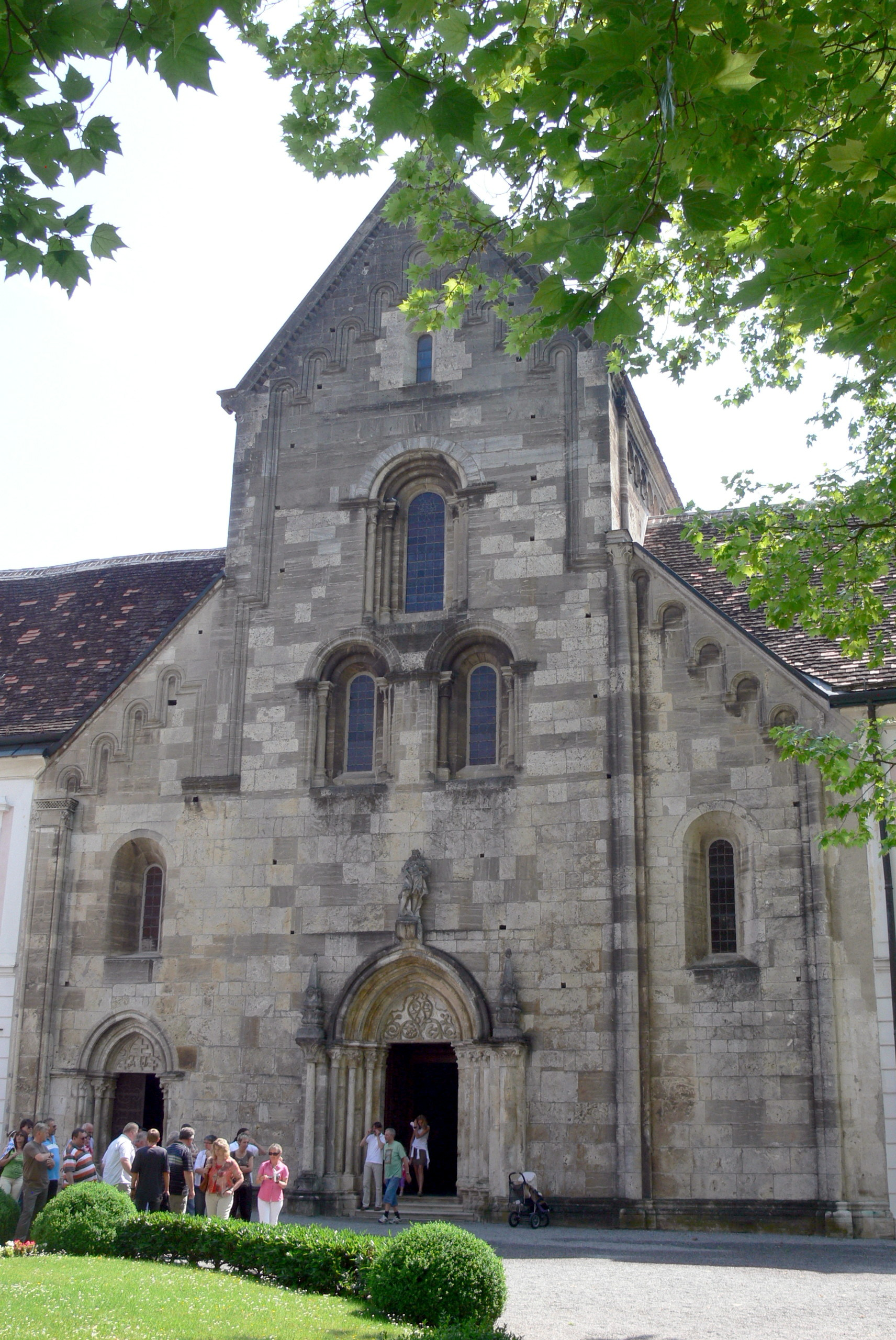
ファサード
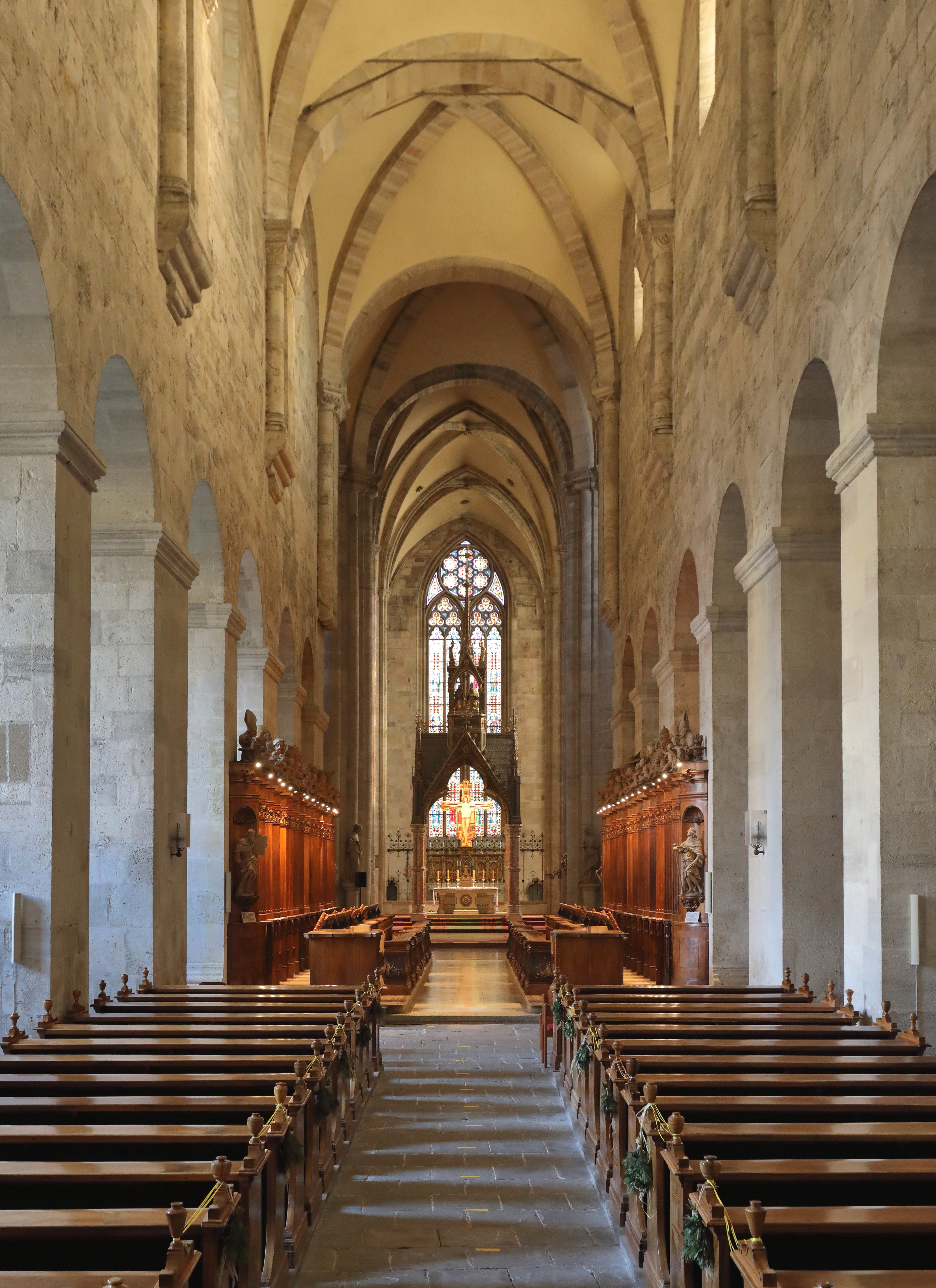
身廊
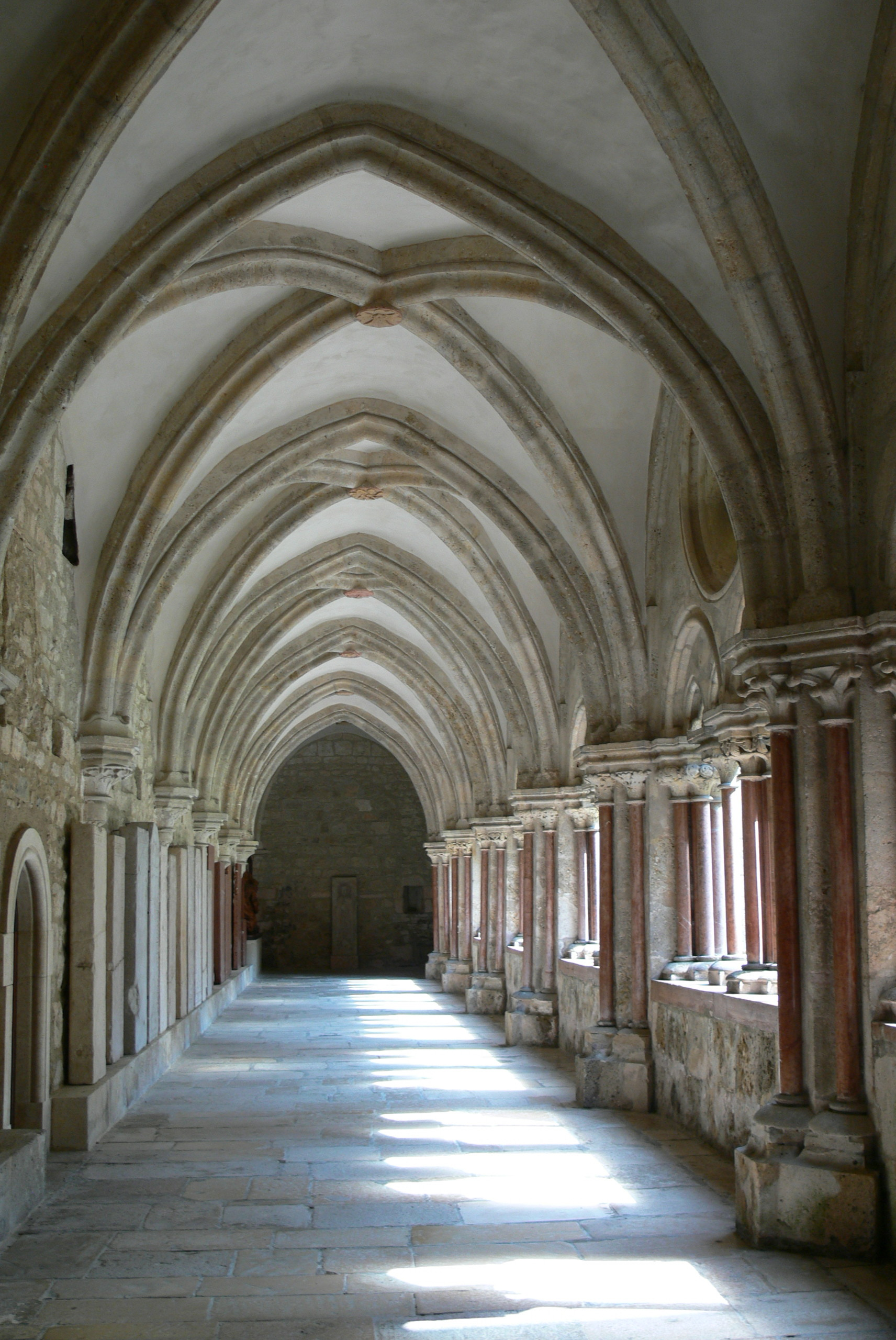
回廊
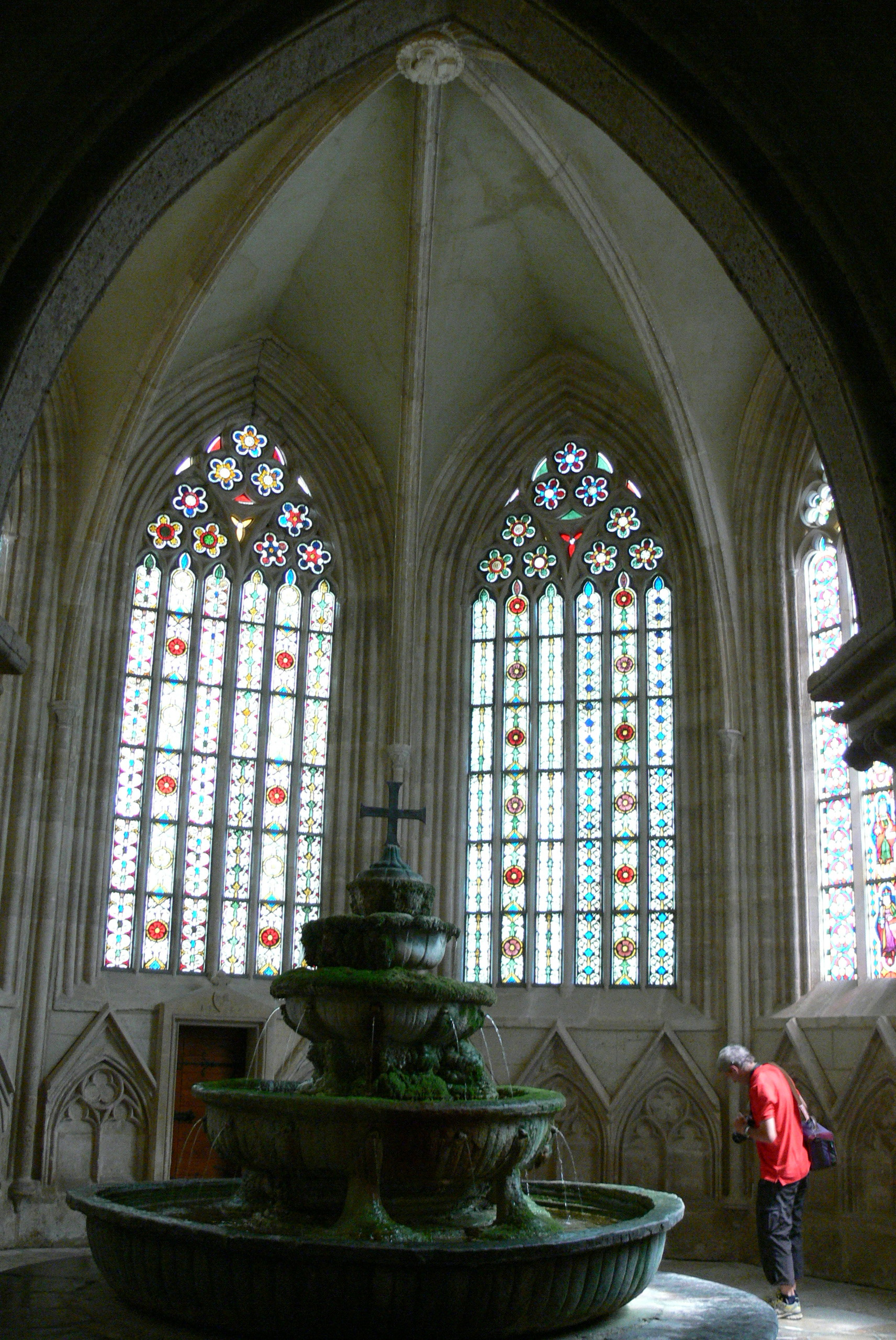
噴泉室
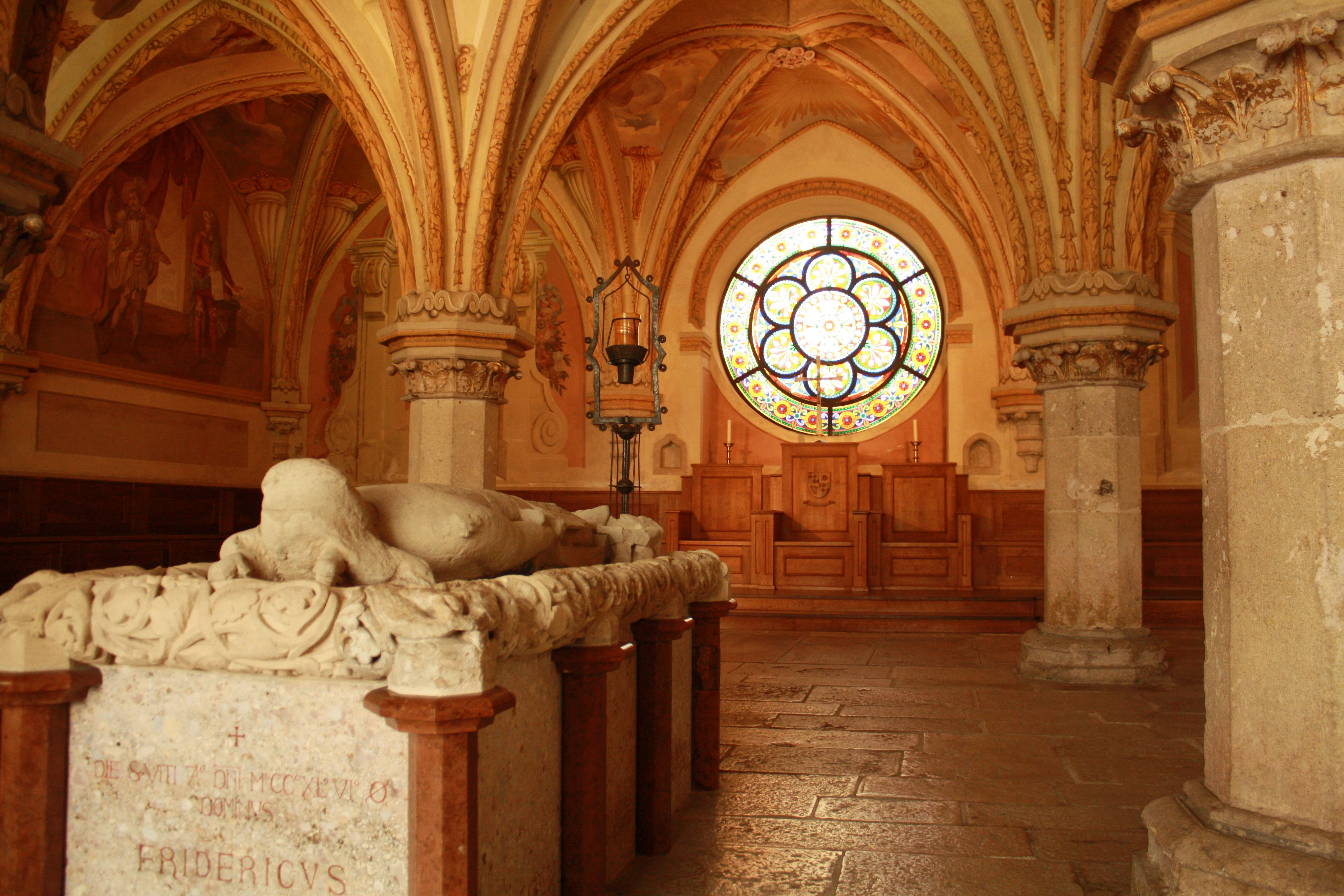
集会室

## オーストリアのワイン
この地方はローマ帝国の時代にブドウを移入したものの、その後ワイン作りもブドウ栽培もマジャール人の侵攻があってより、一時期途絶えていた。しかしハイリゲンクロイツ修道院はシトー会というキリスト教の信仰だけでなく、ワイン作りとブドウ栽培もブルゴーニュからオーストリアへ再移入した。
2012年現在、ハイリゲンクロイツ修道院のあるニーダーエステライヒ州は、ドナウ川沿岸の地域で最大のワイン生産地となっている。土壌と気候が栽培に適しているのだという。

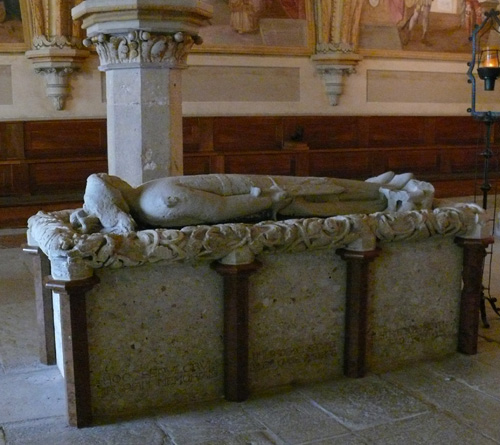
フリードリヒ2世の石棺

## 修道院に埋葬された人物の例
集会室にはレオポルト4世、レオポルト5世、フリードリヒ1世、フリードリヒ2世という歴代のバーベンベルク家当主が埋葬されている。このうち、フリードリヒ2世はハイリゲンクロイツ修道院へ多くの支援をしたため、石棺に収められた状態で床上に安置されている。
なお、ハイリゲンクロイツ修道院を設立したレオポルト3世は、ここではなくクロスターノイブルク修道院 (en) に埋葬されている。